# Liste der denkmalgeschützten Objekte in Leutschach an der Weinstraße
Die Liste der denkmalgeschützten Objekte in Leutschach an der Weinstraße enthält die 14 denkmalgeschützten, unbeweglichen Objekte der Gemeinde Leutschach an der Weinstraße im steirischen Bezirk Leibnitz.

## Denkmäler
| Foto |                 | Denkmal                                                                         | Standort                                    | Beschreibung | Metadaten |
| ---- | --------------- | ------------------------------------------------------------------------------- | ------------------------------------------- | --- | --- |
| ja   | Datei hochladen | Bildstock Pestkreuz HERIS-ID: 68803 Objekt-ID: 81839                            | bei Glanz 25 Standort KG: Glanz             | | BDA-Hist.: Q38120628 Status: § 2a Stand der BDA-Liste: 2025-06-30 Name: Bildstock Pestkreuz GstNr.: 799                                                 |
| BW   | Datei hochladen | Hausanlage Altes Herrenhaus, vulgo „Unterer Koschuch“ HERIS-ID: 246987seit 2023 | Glanz 42 Standort KG: Glanz                 | | BDA-Hist.: Q119231442 Status: Bescheid Stand der BDA-Liste: 2025-06-30 Name: Hausanlage Altes Herrenhaus, vulgo "Unterer Koschuch" GstNr.: .45/1, .45/2 |
| ja   | Datei hochladen | Volksschule, sog. Josef Krainer-Schule HERIS-ID: 86889 Objekt-ID: 101225        | Großwalz 1 Standort KG: Großwalz            | Die 1947–1949 errichtete Schule ersetzte die am Ende des Zweiten Weltkriegs durch die Partisanen zerstörte Volksschule in Hl. Geist. | BDA-Hist.: Q37717600 Status: § 2a Stand der BDA-Liste: 2025-06-30 Name: Volksschule, sog. Josef Krainer-Schule GstNr.: 412                              |
| ja   | Datei hochladen | Kulturzentrum Kniely-Haus HERIS-ID: 69285 Objekt-ID: 82334                      | Arnfelser Straße 10 Standort KG: Leutschach | Das Knielyhaus stammt aus der Zeit um 1700 und zählt somit zu den ältesten Gebäuden in Leutschach. Es diente nicht nur als Wohnhaus, sondern auch als Gaststätte und als Kino. Heute ist das Knielyhaus ein wichtiges Kulturzentrum, in dem auch die Musikschule untergebracht ist. | BDA-Hist.: Q38122076 Status: § 2a Stand der BDA-Liste: 2025-06-30 Name: Kulturzentrum Kniely-Haus GstNr.: .50 Kniely-Haus                               |
| ja   | Datei hochladen | Altes Rathaus HERIS-ID: 69280 Objekt-ID: 82329                                  | Hauptplatz 10 Standort KG: Leutschach       | Im alten Rathaus befand sich im ersten Stock ein wunderschöner Trauungssaal. Im Erdgeschoß war nach dem Zweiten Weltkrieg eine landwirtschaftliche Fortbildungsschule untergebracht. | BDA-Hist.: Q38122066 Status: § 2a Stand der BDA-Liste: 2025-06-30 Name: Altes Rathaus GstNr.: .65                                                       |
| ja   | Datei hochladen | Figurenbildstock hl. Johannes Nepomuk HERIS-ID: 69279 Objekt-ID: 82328          | Kirchplatz 1, bei Standort KG: Leutschach   | Der hl. Johannes Nepomuk stand ursprünglich an der Pößnitzbrücke in Leutschach, wurde 1911 nach dem Umbau der Pfarrkirche vor den Haupteingang versetzt und bei der Gestaltung des Kirchenvorplatzes an seinen jetzigen Standplatz gebracht. | BDA-Hist.: Q38122058 Status: § 2a Stand der BDA-Liste: 2025-06-30 Name: Figurenbildstock hl. Johannes Nepomuk GstNr.: .37                               |
| ja   | Datei hochladen | Kath. Pfarrkirche hl. Nikolaus HERIS-ID: 51638 Objekt-ID: 57343                 | Kirchplatz 1 Standort KG: Leutschach        | Die Pfarrkirche Leutschach in ihrer jetzigen Form wurde 1910/1911 erbaut. Vorher stand an ihrer Stelle eine kleinere Barockkirche, die sehr renovierungsbedürftig war. Da die Kirche für die damalige Bevölkerungsanzahl auch zu klein war, entschloss man sich, die alte Kirche abzureißen und die neue darüber zu bauen. Auch der Kirchturm wurde um einen Stock erhöht und mit neuem Dach und neuer Spitze versehen. | BDA-Hist.: Q38046537 Status: § 2a Stand der BDA-Liste: 2025-06-30 Name: Kath. Pfarrkirche hl. Nikolaus GstNr.: .37 Saint Nicholas Church (Leutschach)   |
| ja   | Datei hochladen | Pfarrhof HERIS-ID: 51637 Objekt-ID: 57342                                       | Kirchsteig 1 Standort KG: Leutschach        | | BDA-Hist.: Q38046523 Status: § 2a Stand der BDA-Liste: 2025-06-30 Name: Pfarrhof GstNr.: .36/1                                                          |
| ja   | Datei hochladen | Weingartenhaus HERIS-ID: 46801 Objekt-ID: 49015                                 | Pößnitz 132 Standort KG: Pößnitz            | | BDA-Hist.: Q38023839 Status: Bescheid Stand der BDA-Liste: 2025-06-30 Name: Weingartenhaus GstNr.: 1032/2                                               |
| ja   | Datei hochladen | Figurenbildstock hl. Aloisius HERIS-ID: 59695 Objekt-ID: 71217                  | Pößnitz 30, bei Standort KG: Pößnitz        | Anmerkung: siehe Fehlerliste | BDA-Hist.: Q38088332 Status: Bescheid Stand der BDA-Liste: 2025-06-30 Name: Figurenbildstock hl. Aloisius GstNr.: 1103/1                                |
| BW   | Datei hochladen | Mittermühle, Possothmühle HERIS-ID: 69932 Objekt-ID: 83027seit 2021             | Remschnigg 2 Standort KG: Remschnigg        | | BDA-Hist.: Q105668981 Status: Bescheid Stand der BDA-Liste: 2025-06-30 Name: Mittermühle, Possothmühle GstNr.: .90                                      |
| BW   | Datei hochladen | Figurenbildstock hl. Anna, „Ann-Pfeiler“ HERIS-ID: 70011seit 2023               | Remschnigg 50, bei Standort KG: Remschnigg  | | BDA-Hist.: Q119231443 Status: Bescheid Stand der BDA-Liste: 2025-06-30 Name: Figurenbildstock hl Anna, "Anna-Pfeiler" GstNr.: 1389/1                    |
| ja   | Datei hochladen | Schloss Trautenburg HERIS-ID: 37437 Objekt-ID: 36580                            | Schloßberg 52 Standort KG: Schloßberg       | Das Schloss stammt aus dem 17. Jahrhundert und ist aus einem Meierhof von Burg Schmirnberg hervorgegangen. Es ist eine regelmäßige Anlage um einen rechteckigen Hof. Zwei der vier Türme sind noch vorhanden, einer wurde allerdings nach 1902 stark ausgebaut und dominiert die Anlage nunmehr. Am Obergeschoß des Ostflügels befinden sich im Hof schwere mittelalterliche Kragsteine, die einen offenen Gang stützen. Im Hof befinden sich auch zwei Statuen von Giovanni Giuliani. Die Kapelle wurde 1662 erneuert. Im Inneren sind von der einst prächtigen Ausstattung Rokoko- und Empire-Öfen übrig. | BDA-Hist.: Q2243756 Status: Bescheid Stand der BDA-Liste: 2025-06-30 Name: Schloss Trautenburg GstNr.: .10/1 Schloss Trautenburg                        |
| ja   | Datei hochladen | Kapelle Mariae Heimsuchung in Hochenegg HERIS-ID: 70041 Objekt-ID: 83143        | bei Schloßberg 69 Standort KG: Schloßberg   | Die Kapelle wurde 1848 eingeweiht und ist für die Bevölkerung eine kleine Wallfahrtskirche. An jedem 1. Sonntag im Juli pilgern viele Gläubige von Leutschach zur Kapelle, damit die Ernte von großen Unwettern verschont werde. | BDA-Hist.: Q38123859 Status: § 2a Stand der BDA-Liste: 2025-06-30 Name: Kapelle Mariae Heimsuchung in Hochenegg GstNr.: .144/2                          |